# Jogos Olímpicos de Verão de 1948
Jogos Olímpicos de Verão de 1948 (em inglês: 1948 Summer Olympics), conhecidos oficialmente como Jogos da XIV Olimpíada, foram os Jogos Olímpicos realizados pela segunda vez em Londres de 29 de julho a 14 de agosto daquele ano, doze anos depois da última edição devido à Segunda Guerra Mundial. Assim como os Jogos de 1920 tinham acontecido em Antuérpia, como uma homenagem do Comitê Olímpico Internacional ao sofrimento do povo belga durante a Primeira Guerra Mundial, Londres teve a honraria de sediá-los pela segunda vez em virtude do martírio que a cidade havia sofrido durante a guerra, especialmente com os bombardeios perpetrados pela Luftwaffe entre 1940–41 que devastaram a capital inglesa.
Depois de seis anos de um conflito com milhões de vítimas e um custo financeiro impossível de se calcular, tanto a Europa quanto o Reino Unido estavam arrasadas economicamente, o que tornou extremamente árdua a tarefa de organizar os Jogos. De qualquer modo, os organizadores conseguiram fazer um evento digno, restaurando o famoso Estádio de Wembley para servir como palco central dos Jogos Olímpicos, que contou com a participação de 59 nações, com a presença de 4 104 atletas, 390 deles sendo mulheres, em 19 modalidades e foram abertos pelo Rei Jorge VI em pessoa.

## Processo de candidatura
A escolha de Londres como sede dos Jogos Olímpicos de Verão de 1948 iniciou-se na 38ª sessão do COI, realizada na própria cidade de Londres em 9 de junho de 1939. Na oportunidade ficou decidido que as Olimpíadas de 1944 seriam em Londres, em uma votação que também concorreram as cidades de Roma, Detroit e Lausana. Com o advento da Segunda Guerra Mundial e a destruição de toda a infraestrutura do Reino Unido e de muitos outros países europeus, foi inevitável o cancelamento dos Jogos de 1944.
| Resultados da eleição da cidade-sede dos Jogos da XIV Olimpíada | Resultados da eleição da cidade-sede dos Jogos da XIV Olimpíada | Resultados da eleição da cidade-sede dos Jogos da XIV Olimpíada |
| --------------------------------------------------------------- | --------------------------------------------------------------- | --------------------------------------------------------------- |
| Cidade                                                          | CON                                                             | Rodada única                                                    |
| Londres                                                         | Reino Unido                                                     | 20                                                              |
| Roma                                                            | Itália                                                          | 11                                                              |
| Detroit                                                         | Estados Unidos                                                  | 2                                                               |
| Lausana                                                         | Suíça                                                           | 1                                                               |

Com o final da Guerra, o COI decidiu, em setembro de 1946, realizar a próxima Olimpíada em 1948, mantendo a escolha de Londres, que manifestou o interesse em realizar os Jogos Olímpicos postergados.
Londres, que já havia anteriormente sediado as Olimpíadas de 1908, tornou-se a segunda cidade a ser a anfitriã olímpica por duas vezes. Paris já havia sido duas vezes sede dos Jogos Olímpicos, em 1900 e em 1924. Atenas sediou os Jogos Olímpicos Intercalares de 1906, mas estes não foram incluídos nas estatísticas oficiais, pois não respeitaram o intervalo olímpico de quatro anos, embora tenham servido para reavivar o espírito olímpico depois dos fracassos de divulgação e público dos Jogos Olímpicos de 1900 e 1904.

## Fatos e destaques

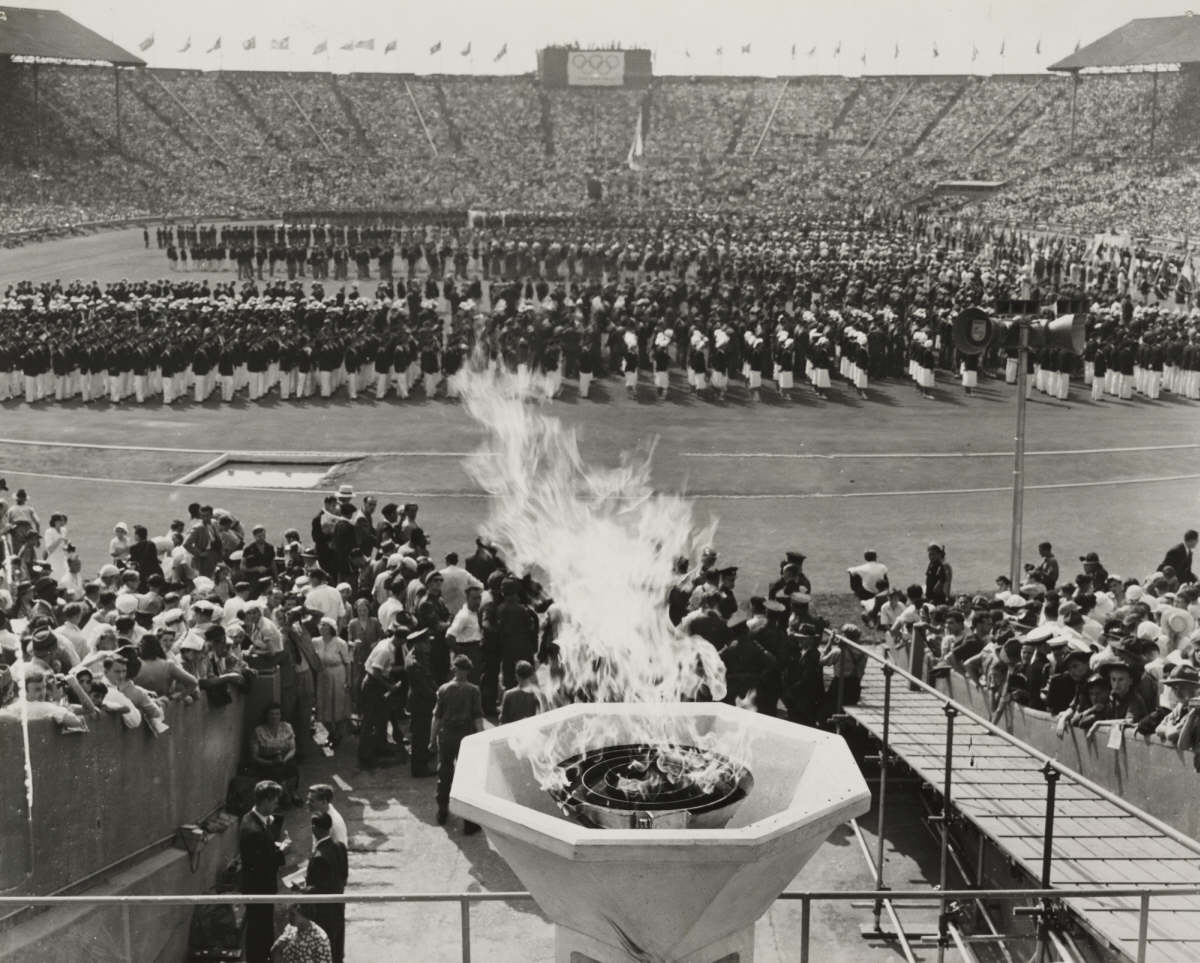
Cerimônia de abertura no Estádio de Wembley

- Os Jogos de Londres foram os primeiros a serem transmitidos por televisão para residências particulares e foram vistos por cerca de 500 mil telespectadores no Reino Unido.[3]

- A Alemanha e o Japão, agressores e perdedores da guerra recém findada, não foram convidados ao evento.[3]

- A holandesa Fanny Blankers-Koen foi o grande nome feminino dos Jogos. Aos trinta anos, casada e mãe de dois filhos, Fanny ganhou quatro medalhas de ouro nos 100 m, 200 m, 80 m com barreiras e revezamento 4x100 metros. Uma regra que na época ainda limitava a participação de mulheres em mais de três provas individuais, a impediu de conquistar mais medalhas, pois era também a recordista mundial do salto em altura e salto em distância. A "dona de casa voadora", como era chamada, em 1999 foi eleita "A Atleta do Século XX".[3]

- O mundo foi apresentado àquele que seria o sucessor do grande finlandês Paavo Nurmi no pós-guerra, o tcheco Emil Zátopek, campeão olímpico dos 10000 metros. Quatro anos depois, em Helsinque, Zátopek, apelidado "A Locomotiva Humana" pela sua arrancada impressionante na volta final das provas, surpreenderia o planeta com seus resultados.

- Em 1938, o húngaro Károly Takács integrava a equipe de tiro campeã mundial da Hungria, quando uma granada decepou sua mão direita, a mão com que atirava. Takács aprendeu então a atirar com a mão esquerda e em Londres, dez anos depois, conquistou a medalha de ouro na pistola rápida de 25 metros.[4]

- Harold Sakata, havaiano de ascendência japonesa, ganhou a medalha de prata no levantamento de peso, categoria até 85 kg. Anos depois, ficaria mundialmente famoso como o capanga Oddjob, no filme 007 contra Goldfinger, da série James Bond.[5]

- Pela primeira vez foram usados os blocos de largada no chão para apoiar e impulsionar os pés dos corredores nas provas rápidas do atletismo.

- Aos 17 anos, o norte-americano Bob Mathias tornou-se campeão olímpico do decatlo, apenas quatro meses após começar a praticar a modalidade, tornando-se o mais jovem vencedor de uma prova do atletismo masculino na história dos Jogos até hoje.

- As mais dramáticas imagens dos Jogos foram novamente na maratona, quando o belga Etienne Gailly entrou no Estádio de Wembley liderando a prova de tal maneira desidratado e desorientado, que praticamente andou se arrastando toda a última volta até a linha de chegada, sendo ultrapassado por dois corredores, mas ainda conseguindo a medalha de bronze. Estas imagens se repetiriam 36 anos depois em Los Angeles 1984, de maneira ainda mais pungente, desta vez na estreia da maratona feminina, com a suíça Gabriella Andersen.

- Estes Jogos viram acontecer a primeira deserção política. Marie Provazníková, a presidente da Federação Internacional de Ginástica na Tchecoslováquia, recusou-se a voltar para casa alegando falta de liberdade após a inclusão do país no bloco soviético.[3]

- A situação econômica da Inglaterra no pós-guerra obrigou à realização de Jogos modestos. A maioria dos atletas estrangeiros ficou alojada em barracas da Força Aérea Real e alguns em escolas.[3]

## Modalidades disputadas
| - Atletismo - Basquetebol - Boxe - Canoagem - Ciclismo - Esgrima - Futebol - Ginástica - Halterofilismo - Hipismo | - Hóquei sobre a grama - Natação - Pentatlo moderno - Pólo aquático - Remo - Saltos ornamentais - Tiro - Vela - Lutas |

## Países participantes

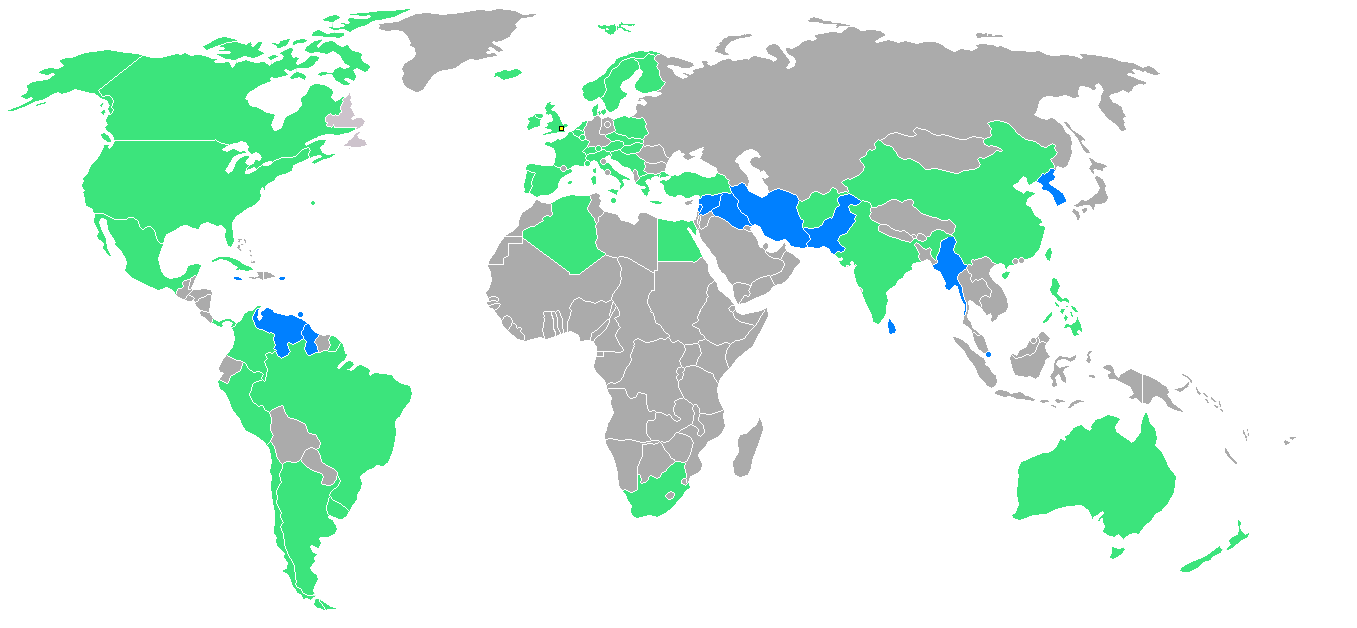
Participantes dos Jogos Olímpicos em 1948, com as nações estreantes em azul

Atletas de 59 Comitês Olímpicos Nacionais foram representadas em Londres, com 14 deles aparecendo pela primeira vez em Olimpíadas: Birmânia (atual Mianmar), Ceilão (atual Sri Lanka), Coreia do Sul, Guiana Britânica (atual Guiana), Irã, Iraque, Jamaica, Líbano, Paquistão, Porto Rico, Singapura, Síria, Trinidad e Tobago e Venezuela.
Filipinas, Índia e Paquistão competiram pela primeira vez como nações totalmente independentes. Alemanha, Bulgária e Japão não foram convidados a participar devido a suas atuações na Segunda Guerra Mundial. A Itália, embora originalmente uma integrante das potências do Eixo, desertou para os Aliados em 1943, após a deposição de Benito Mussolini, e foi autorizada a enviar atletas.
Na lista abaixo, o número entre parênteses indica o número de atletas por cada nação nos Jogos:
- AFG Afeganistão (25)
- RSA África do Sul (35)
- ARG Argentina (199)
- AUS Austrália (75)
- AUT Áustria (144)
- BEL Bélgica (152)
- BER Bermudas (12)
- BIR Birmânia (4)
- BRA Brasil (70)
- CAN Canadá (118)
- CEY Ceilão (7)
- TCH Checoslováquia (87)
- CHI Chile (54)
- COL Colômbia (6)
- KOR Coreia do Sul (46)
- CUB Cuba (53)
- DEN Dinamarca (162)
- EGY Egito (85)
- ESP Espanha (65)
- USA Estados Unidos (300)
- PHI Filipinas (26)
- FIN Finlândia (129)
- FRA França (316)
- GBR Grã-Bretanha (404)
- GRE Grécia (61)
- GUY Guiana Britânica (4)
- HUN Hungria (129)
- IND Índia (79)
- IRI Irã (36)
- IRQ Iraque (11)
- IRL Irlanda (73)
- ISL Islândia (20)
- ITA Itália (213)
- YUG Iugoslávia (90)
- JAM Jamaica (13)
- LIB Líbano (8)
- LIE Liechtenstein (2)
- LUX Luxemburgo (45)
- MLT Malta (1)
- MEX México (88)
- MON Mônaco (4)
- NOR Noruega (81)
- NZL Nova Zelândia (7)
- NED Países Baixos (149)
- PAN Panamá (1)
- PAK Paquistão (35)
- PER Peru (41)
- POL Polônia (37)
- PUR Porto Rico (9)
- POR Portugal (48)
- ROC República da China (31)
- SIN Singapura (1)
- SYR Síria (1)
- SWE Suécia (181)
- SUI Suíça (181)
- TRI Trinidad e Tobago (5)
- TUR Turquia (58)
- URU Uruguai (61)
- VEN Venezuela (1)

## Quadro de medalhas
| Ordem | País               | Medalha de ouro | Medalha de prata | Medalha de bronze |    |  |
| ----- | ------------------ | --------------- | ---------------- | ----------------- | -- |  |
| 1     | USA Estados Unidos | 38              | 27               | 19                | 84 |  |
| 2     | SWE Suécia         | 16              | 11               | 17                | 44 |  |
| 3     | FRA França         | 10              | 6                | 13                | 29 |  |
| 4     | HUN Hungria        | 10              | 5                | 12                | 27 |  |
| 5     | ITA Itália         | 8               | 11               | 8                 | 27 |  |
| 6     | FIN Finlândia      | 8               | 7                | 5                 | 20 |  |
| 7     | TUR Turquia        | 6               | 4                | 2                 | 12 |  |
| 8     | TCH Checoslováquia | 6               | 2                | 3                 | 11 |  |
| 9     | SUI Suíça          | 5               | 10               | 5                 | 20 |  |
| 10    | DEN Dinamarca      | 5               | 7                | 8                 | 20 |  |
|       |                    |                 |                  |                   |    |  |
| 12    | GBR Grã-Bretanha   | 3               | 14               | 6                 | 23 |  |
|       |                    |                 |                  |                   |    |  |
| 34    | BRA Brasil         |                 |                  | 1                 | 1  |  |